# 히가시노하다노촌
히가시노하다노촌(일본어: 東秦野村)은 일본 가나가와현 나카군에 있던 촌이다. 현재의 하다노시에 해당한다.
1955년 1월 1일에 하다노정,미나미하다노정, 기타하다노촌과 합병해 하다노시가 되었다.

## 역사
- 1889년 4월 1일 - 정촌제 시행에 의해 오스미군 하다노정이 성립하였다.
- 1896년 4월 1일 - 군 통합에 의해 유루기군과 합병해, 나카군 하다노정이 되었다.
- 1955년 1월 1일 - 합병에 의해 하다노시가 되어, 동일 나카군에서 이탈하였다.

## 참고 문헌
- 角川日本地名大辞典編纂委員会,『角川日本地名大辞典 神奈川県』1984, 角川書店